# Diaspora (datorprogram)
Diaspora är ett datorprogram som är avsett att användas som socialt medium, som ett decentraliserat alternativ till Facebook. Diaspora-programmet är installerat på flera servrar, där varje server kallas för en "pod", alltså engelska för frökapsel. Analogt med den liknelsen kallas varje användarkonto för ett "seed", engelska för frö. All programvara som används specifikt av Diaspora är gratis och fri att användas för icke-kommersiella ändamål, och om de så önskar kan användare fritt ladda ned programvarans källkod, för att sedan kompilera den och starta en egen "pod".
Diaspora grundades 2010 av Dan Grippi, Maxwell Salzberg, Raphael Sofaer och Ilya Zhitomirskiy, som alla var studenter på New York University. Genom att sätta upp en crowdfundingkampanj via Kickstarter, med ett mål att kunna samla in 10 000 dollar, fick de in över 200 000 dollar för att utveckla projektet.